# Ordre des comptables professionnels agréés du Québec
 (mars 2024).
L'Ordre des comptables professionnels agréés du Québec est un ordre professionnel d'exercice exclusif constitué conformément au Code des professions du Québec. Il encadre au Québec la pratique de tous les comptables professionnels agréés (CPA) qui, selon la Loi sur les comptables professionnels agréés du Québec, exercent la profession, y compris la comptabilité publique.
Au Québec, on compte 41 000 CPA actifs et 5 000 futurs CPA dans tous les secteurs de l'économie et qui ont des champs d'expertise spécifiques. 
Le siège social de l'Ordre des comptables professionnels agréés du Québec est situé à Montréal.

## Titre de comptable professionnel agréé (CPA)
Au Québec, depuis le 16 mai 2012, le titre de Comptable professionnel agréé (CPA) (anglais : Chartered Professional Accountant)  remplace les trois titres comptables canadiens qui existaient auparavant:
- Comptable agréé (CA),
- Comptable général accrédité (CGA),
- Comptable en management accrédité (CMA).

Au Canada depuis mai 2017, la désignation CPA a remplacé les titres de CA, CGA et CMA dans toutes les provinces et territoires. CPA Canada constitue l'organisme national représentant la profession au Canada.
Depuis le 16 mai 2022, les membres de l'Ordre sont tenus d'adopter le titre unifié de CPA, excluant toute mention de leur titre professionnel d'origine, en accord avec les dispositions de la  Loi sur les CPA.

## L'exercice de la profession de CPA
L'exercice de la profession de comptable professionnel agréé implique la collecte, la structuration, l'analyse et l'évaluation d'informations financières et non financières. Elle implique également la validation de la conformité ou la certification de politiques et de procédures. Au Québec, la "Loi sur les comptables professionnels agréés" définit les conditions d'exercice de la profession et son encadrement professionnel.
Avant d'offrir des services liés à la profession de CPA au public au sein d'une société en nom collectif à responsabilité limitée (S.E.N.C.R.L) ou d'une société par actions (SPA), un CPA doit préalablement notifier l'Ordre en remplissant une déclaration de renseignements. 
Avant de pouvoir travailler au sein d'une société, un comptable professionnel agréé (CPA) doit se conformer au Règlement sur l'exercice de la profession de comptable professionnel agréé en société. Ce règlement autorise les CPA à pratiquer leur métier au sein de sociétés sous certaines conditions spécifiques. De plus, ce règlement stipule que des individus peuvent devenir associés, actionnaires ou administrateurs de ces sociétés, même s'ils ne sont pas membres de l'Ordre ou d'un ordre professionnel de CPA, de CA, de CGA ou de CMA dans une province ou un territoire canadien.
Cependant, les comptables professionnels agréés (CPA) doivent exercer leur surveillance au sein des entreprises se déclarant comme des sociétés de CPA ou offrant des services de certification tels que l'audit, l'examen et les rapports spéciaux. Pour les autres entreprises où travaillent des CPA, le contrôle peut être assuré par les membres d'un ordre professionnel ou d'une organisation similaire. 

## Prix et distinctions
L'Ordre des comptables professionnels agréés du Québec accorde des prix et des distinctions aux comptables qui se sont distingués par leur remarquable contribution dans différentes sphères de la profession. 
- Le titre de Fellow de l'Ordre (FCPA)[8] vise à reconnaître le mérite des membres qui se sont dévoués de façon exceptionnelle à la profession ou qui se sont illustrés dans leur carrière ou dans la société.
- Les prix Excella[9]soulignent annuellement le leadership mobilisateur, innovant et engagé de CPA, mettant en avant leurs réalisations professionnelles et leurs actions bénévoles.

- Le prix Hommage[10] vise à souligner le mérite et la contribution extraordinaire d'un FCPA au rayonnement de la profession tout au long de sa carrière, faisant du lauréat de cette distinction un FCPA unique.
- Le titre de Compagnon de l’Ordre des comptables professionnels agréés du Québec (C.OCPAQ)[11] vise à reconnaître le mérite exceptionnel de personnes qui, bien qu'elles ne soient pas membres de l'Ordre, ont apporté une contribution extraordinaire à la profession de CPA.
- Le Mérite du Conseil interprofessionnel du Québec (CIQ)[12]  est un prix décerné à un professionnel recommandé par son ordre pour sa contribution significative à sa profession ou au développement de son ordre professionnel.

## Rôle et responsabilités
Comme les autres ordres professionnels québécois, l'Ordre des CPA suit les règles de fonctionnement imposées par le Code des professions. Il doit notamment :
1. Contrôler l’acquisition des compétences des candidats qui aspirent à la profession;
2. Surveiller et réglementer l’exercice de la profession;
3. Gérer le processus disciplinaire;
4. Contrôler l’exercice illégal de la profession et l’usurpation du titre.

L'Ordre veille également à ce que toute personne qui exerce la comptabilité publique soit membre de l'Ordre des CPA du Québec, détienne un permis de comptabilité publique décerné par celui-ci et porte le titre de CPA auditeur.

## La comptabilité publique
La comptabilité publique est le domaine professionnel exclusivement réservé aux CPA. Ces professionnels ont le pouvoir d'émettre des opinions, des attestations et des déclarations concernant les états financiers. Ces missions comprennent la certification, la vérification, l'examen et la rédaction de rapports spécial. 